# رهگیری زبان انگلیسی
```
مرکز آنلاین ارزیابی زبان انگلیسی
 یا 
رهگیری زبان انگلیسی
 (
TrackTest)
 ابزاری آنلاین برای ارزیابی و ثبت سوابق یادگیری زبان انگلیسی است که در نوامبر 2012 راه اندازی شد 
[
۱
]
[
۲
]
 این آزمون مهارت های 
زبان انگلیسی
  را در افراد غیر بومی 
[
۲
]
 اندازه گیری می کند. این آزمون از مقیاس مبتنی بر 
مرجع ساختار مشترک زبانی اتحادیه اروپا استفاده می کند
 .
[
۳
]
 این مرکز می خواهد جایگزینی مدرن برای آزمون های گران قیمت و کاغذی شرکت هایی مثل  ETS، ایجاد نماید.
```

خدمات این شرکت برای موسسات زبان، مدارس و شرکت ها شامل پنل مدیریت آنلاین آسان برای مدیریت آزمون ها ، تجزیه و تحلیل نتایج و پیشرفت کارمندان و دانش آموزان است.
در سال 2014 ، آزمون های این مرکز توسط متقاضیانی از 173 کشور جهان که به 136 زبان مختلف صحبت می کنند، مورد استفاده قرار گرفت. این مرکز، سازمان وابسته به انجمن آزمون زبان اتحادیه اروپا (ALTE) است .

## روش برگزاری و نمره دهی
آزمون رهگیری زبان انگلیسی (TrackTest) یک آزمون مبتنی بر اینترنت است که تقریباً 45 دقیقه طول می کشد و چهار مهارت اصلی زبان را تست می کند.  برای گذراندن موفقیت آمیز یک سطح و دریافت مدرک آن ، پاسخ صحیح به حداقل 65 درصد سؤالات لازم است.
در سال 2013، مرکز رهگیری زبان انگلیسی برای پیگیری بهتر پیشرفت کاربران ، امتیاز آزمون رهگیری (TTS) را معرفی کرد. در این روش با استفاده از الگوریتم مبتنی بر نتایج دیگر کاربران و میزان سختی آزمون، نمره عددی بین 0 تا 1200 محاسبه می شود.
آزمون صحبت کردن (Speaking) در آزمون رهگیری زبان انگلیسی یک گزینه اختیاری است. استفاده از این گزینه برای کلیه سطوح زبان انگلیسی که آزمون اصلی را با موفقیت گذرانده اند ، با پرداخت هزینه اضافی امکان پذیر است.
- سایت رسمی-  رهگیری زبان انگلیسی TrackTest بصورت آنلاین
- نمایه در CrunchBase
- پروفایل در Angellist